# L’Wren Scott
L’Wren Scott, egentligen Luann Bambrough, född 28 april 1964 i Roy i Utah, död 17 mars 2014 på Manhattan i New York, var en amerikansk modedesigner och fotomodell. Hon var kostymör vid produktionen av filmerna En djävulsk plan och Mercy. Som stylist designade hon kläder för bland andra Madonna och Julia Roberts.
Scott var sedan 2001 Mick Jaggers flickvän.
Den 17 mars 2014 hittades hon hängd i sin lägenhet på Manhattan, och hennes död förklarades vara självmord. Vid hennes död befann sig Mick Jagger på turné i Australien tillsammans med Rolling Stones och Australien-delen av bandets turné ställdes in som en konsekvens av Scotts död.